# Protomicroplitis alce
Protomicroplitis alce är en stekelart som beskrevs av Nixon 1965. Protomicroplitis alce ingår i släktet Protomicroplitis och familjen bracksteklar. Inga underarter finns listade i Catalogue of Life.